# 天宇自然博物館
天宇自然博物館是位於中國山東省臨沂市平邑縣的博物館，它是世界上最大的自然地質博物館和最大的恐龍博物館。
該館于2004年對外开放。展馆陈列面积2.8万平方米，展厅28个，馆藏展品39万余件，并设有科研馆等。館藏包括超過1100件恐龍化石，2300件早期鳥類標本，以及數以千計的其他化石。